# Championnats du monde de cross-country 2005
Navigation
Édition précédente Édition suivante
Les 33e Championnats du monde de cross-country IAAF se sont déroulés le 23 mars 2005 à Saint-Galmier en France.

## Parcours
- 12,02 km – Cross long hommes
- 4,196 km – Cross court hommes
- 8 km – Course junior hommes
- 8,108 km – Cross long femmes
- 4,196 km – Cross court femmes
- 6,153 km – Course junior femmes

## Résultats

### Cross Long Hommes

#### Individuel
| Place              | Athlète               | Pays     | Temps |
| ------------------ | --------------------- | -------- | ----- |
| Médaille d'or      | Kenenisa Bekele       | Éthiopie | 35:06 |
| Médaille d'argent  | Zersenay Tadesse      | Érythrée | 35:20 |
| Médaille de bronze | Abdullah Ahmed Hassan | Qatar    | 35:34 |
| 4                  | Abebe Dinkessa        | Éthiopie | 35:37 |
| 5                  | Eliud Kipchoge        | Kenya    | 35:37 |
| 6                  | Dejene Berhanu        | Éthiopie | 35:42 |
| 7                  | Boniface Kiprop       | Ouganda  | 35:45 |
| 8                  | Saif Saeed Shaheen    | Qatar    | 35:53 |
| 9                  | John Cheruiyot Korir  | Kenya    | 36:00 |
| 10                 | Charles Kamathi       | Kenya    | 36:03 |

#### Équipes
| Médailles | Athlètes                                                                                                 | Points |
| Or        | Éthiopie Kenenisa Bekele (1e) Abebe Dinkesa Negera (4e) Dejene Birhanu (6e) Eshetu Gezhagne Mamo (13e)   | 24 pts |
| Argent    | Kenya Eliud Kipchoge (5e) John Cheruiyot Korir (9e) Charles Kamathi (10e) Wilberforce Talel (11e)        | 35 pts |
| Bronze    | Qatar Abdullah Ahmad Hassan (3e) Saif Saaeed Shaheen (8e) Jamal Bilal Salem (12e) Ali Dawoud Sedam (19e) | 42 pts |

### Cross Court Hommes

#### Individual
| Médaille | Athlète                    | Temps       |
| Or       | Kenenisa Bekele (ETH)      | 11 min 33 s |
| Argent   | Abraham Chebii (KEN)       | 11 min 38 s |
| Bronze   | Isaac Kiprono Songok (KEN) | 11 min 39 s |

#### Équipes
| Médailles | Athlètes | Points |
| Or        | Éthiopie Kenenisa Bekele (1e) Terefe Maregu (6e) Dejene Birhanu (7e) Gebre-egziabher Gebremariam (9e)       | 23     |
| Argent    | Kenya Abraham Chebii (3e) Isaac Kiprono Songok (3e) Shadrack Kosgei (10e) Henry Kipchirchir (16e)           | 31     |
| Bronze    | Qatar Saif Saaeed Shaheen (4e) Jamal Bilal Salem (5e) Abdullah Ahmad Hassan (8e) James Kwalia C'Kurui (15e) | 53     |

### Cross Junior Hommes

#### Individuel
| Médaille | Athlète               | Temps       |
| Or       | Mangata Ndiwa (KEN)   | 23 min 59 s |
| Argent   | Bernard Kipyego (KEN) | 24 min 00 s |
| Bronze   | Barnabas Kosgei (KEN) | 24 min 00 s |

#### Équipes
| Médailles | Athlètes | Points |
| Or        | Kenya    | 10     |
| Argent    | Éthiopie | 37     |
| Bronze    | Qatar    | 75     |

### Cross Long Femmes

#### Individuel
| Médaille | Athlète               | Temps       |
| Or       | Tirunesh Dibaba (ETH) | 26 min 34 s |
| Argent   | Alice Timbilil (KEN)  | 26 min 37 s |
| Bronze   | Werknesh Kidane (ETH) | 26 min 37 s |

#### Équipes
| Médailles | Athlètes                                                                                 | Points |
| Or        | Éthiopie Tirunesh Dibaba (1e) Werknesh Kidane (3e) Meselech Melkamu (4e) Gete Wami (8e)  | 16     |
| Argent    | Kenya Alice Timbilil (2e) Isabella Ochichi (5e) Catherine Kirui (6e) Rose Jepchumba (9e) | 22     |
| Bronze    | Portugal Analía Rosa (15e) Ana Dias (21e) Mónica Rosa (23e) Inês Monteiro (26e)          | 86     |

### Cross Court Femmes

#### Individuel
| Médaille | Athlète                | Temps       |
| Or       | Tirunesh Dibaba (ETH)  | 13 min 15 s |
| Argent   | Werknesh Kidane (ETH)  | 13 min 16 s |
| Bronze   | Isabella Ochichi (KEN) | 13 min 21 s |

#### Équipes
| Médailles | Athlètes                                                                                           | Points |
| Or        | Éthiopie Tirunesh Dibaba (1e) Werknesh Kidane (2e) Meselech Melkamu (6e) Derbe Alemu (9e)          | 18     |
| Argent    | Kenya Isabella Ochichi (3e) Prisca Ngetich (4e) Lucy Wangui (5e) Beatrice Jepchumba (7e)           | 19     |
| Bronze    | États-Unis Lauren Fleshman (11e) Blake Russell (15e) Shalane Flanagan (20e) Shayne Culpepper (21e) | 67     |

### Cross Junior Femmes

#### Individuel
| Médaille | Athlète                 | Temps       |
| Or       | Gelete Burika (ETH)     | 20 min 12 s |
| Argent   | Veronica Wanjiru (KEN)  | 20 min 39 s |
| Bronze   | Beatrice Chebusit (KEN) | 20 min 44 s |

#### Équipes
| Médailles | Athlètes | Points |
| Or        | Kenya    | 16     |
| Argent    | Éthiopie | 22     |
| Bronze    | Japon    | 56     |